# 花咲ワークスプリング!
『花咲ワークスプリング!』（はなさきワークスプリング!）は、SAGA PLANETSが開発し、株式会社ビジュアルアーツより2015年3月27日に発売されたWindows用18禁恋愛アドベンチャーゲーム。2015年7月17日にDMM.comより本作のダウンロード版が発売された。また、本作は萌えゲーアワード2015準大賞をはじめ、他にも多くの賞を受賞し、さらに人気投票でも上位に選ばれている。
2017年4月27日にエンターグラムよりPlayStation Vita版が発売された。SAGA PLANETSの作品の中で、はつゆきさくらの次に当たるPS Vita化作品第二弾にあたる。2018年11月22日にはPlayStation 4版が発売された。
2017年7月7日にAndroid版とiOS版が配信開始され、2017年7月11日時点のApp Storeの有料アプリランキングにて5位を獲得した。
2023年7月27日にはNintendo Switch版が発売された。

## 概要
SAGA PLANETS第19作目の作品。本作はSAGA PLANETSとして『恋愛CHU! -彼女のヒミツはオトコのコ?-』以来となるファンタジー要素のないゲームとなっている。四季シリーズや前作カルマルカ*サークルと同じ恋愛路線でありながら、改めて「女の子との恋愛」に重点をおいた作品となっている。本作は架空の学園である鈴ヶ丘学園と学園の周辺地域を舞台としたゲームであり、物語の重要なキーワードとして「未練」「幽霊部」「仕分け委員会」が挙げられる。

## ゲームシステム
本作はMAP選択や選択肢によって、物語の展開が変化する恋愛アドベンチャーゲームである。初回時に攻略できるのはメインキャラクター4人のルートとノーマルEDルートのみであり、メイン4人をクリアするとAFTERルートを攻略できるようになる。ノーマルED以外をすべてクリアすると、AFTERルートに新たな選択肢が加わり、その選択肢を選ぶと今までの物語のいきさつがわかるようになる。
本作ではCGやBGM、ムービー鑑賞などができる機能があり、ゲームを1回クリアするとこの機能が使用できるようになる。Hシーンの際にある選択肢を固定できる機能や、ユーザーから希望の多かった、バックログへのジャンプ機能が搭載された。

## あらすじ
怠けることに全力を注いでいる主人公・花咲遊真は、学園で最多留年中の先輩である玖音彩乃から「ようこそ幽霊部へ！ 今日から君が部長だよ」と言われ、幽霊部員が集う幽霊部の部長になってしまう。そこから遊真はいつしか周りに集まった一匹狼少女の不知火祈、純情乙女の琴吹ヒカリ、お嬢様で悪友の空森若葉といった個性的な女の子達とともに学園生活を過ごしていく。

### 共通ルート
遊真が一日中だらだらできるという誘惑に負けて入部して幽霊部での毎日が始まる。しかし、部として成り立つための規定の人数を満たしていないため、仕分け委員会につぶされそうになる。知り合ったばかりの祈や、親友の芥川、後輩のヒカリを巻き込んで何とか部を存続させようとした結果、部としての存続を認められた幽霊部。そうして集まった面々と楽しいときを過ごしていく。

### 祈ルート
祈は幽霊部への入部を機に遊真と一緒に過ごす時間が増えていき、なんだかんだありつつも二人は打ち解けていく。祈のことを好きになった遊真は、若葉や芥川に悩みを相談したり、アドバイスを受けたりしていく中で、遊真は祈に告白し二人は付き合い始める。デートや学園内などで二人で親しい時間を過ごしていくうちに、祈から遊真に胸に秘めていた悩みを打ち明ける。
彼女の未練は兄の飛鳥の存在だということを知った遊真は、親友の若葉と芥川に相談するが、そのことが裏目に出てしまい、祈に付き合うことを拒否されてしまう。その日の夜に彩乃が祈に対し本当にそれは正直な気持ちなのかと尋ねる。彩乃からの質問に耐え切れなくなって逃げ出してきた先で遊真と遭遇し、先ほど公園であった出来事を遊真に話して仲直りし、二人の関係は元に戻ることができる。翌日、遊真は祈の未練をなくすために体を張って彼女の本心と向き合い、二人で手を取り合って生きていこうと約束する。

### 彩乃ルート
新しく部長になった遊真と彩乃は日を追うごとに親しくなっていく。しかし遊真は彩乃とともに過ごしていくうちに彼女が何を目指しているのか、どんな人間なのか分からなくなる。素直にそのことを彩乃に質問すると、彼女は自分の過去の境遇を語っていき、昔飛鳥が作った「何でもお助け団」をやりたくて幽霊部を作ったのだと説明する。遊真は彼女に託された未練に応えるべく、改めて幽霊部の部長として彼女の期待に応えることを決意する。
ある日の夜、部室に「たれしーぷくん」を置き忘れる。何者かに盗まれてしまうが、盗んだ犯人が祈であることが判明し、事件は一段落する。その日の帰り道、遊真と彩乃はお互いの気持ちを確かめて恋人同士になる。その後、遊真のもとに差出人不明の手紙が届き、その謎を解決していくうちに彩乃が過去にあった真実を知る。そして過去にあった未練を解消するために、彩乃の誕生日の夕方に幽霊部員全員と柑南、若葉、ののかを含めて誕生日パーティーを開き、彼女の凍てついた時間をとかしっていった。

### ヒカリルート
一度遊真に告白して断られても、ヒカリは彼にずっと想いを寄せていた。幽霊部で遊真と共に過ごしていき、もう一度告白すると、ヒカリの想いが報われるかのように、遊真と付き合うことになる。ヒカリは自分に告白して振られたことが未練だと思っていた遊真はヒカリに対しもう幽霊部にいる必要は無いのではないかと尋ねたところ、ヒカリの返事はひどく沈んでいた。
ある日、帰りの通学路で遊真はヒカリにデートの誘いをするが、彼女にはその言葉は届いていなかった。翌日、いつまでたってもこないヒカリに確認のため電話をすると、彼女は母親と買い物に出かけていた。二人は出会って話をするが、ヒカリの様子が変になっていることに気づき、遊真の家に向かう。そこでヒカリは涙ながらに人より聴力が弱いことを遊真に告げる。そのことが未練となっていたヒカリを遊真は優しく受け止める。聴力が人より劣ることを仲間たちに告白したヒカリは未練から解き放たれるが、幽霊部にいられなくなるのが未練になると話し、これからも幽霊部に残り続けることになった。

### 若葉ルート
若葉は遊真のことを男女の隔たり無く、気さくに話せる親友だと思っていたが、ある会話を理由に彼を異性だと意識し始める。そして遊真もそんな彼女の様子の変化に取り込まれるように若葉のことを好きになっていく。芥川と柑南はそんな遊真や若葉に励ましの言葉を送り、二人はそれぞれの考えを相手に伝え、付き合うことになる。
3年前、空森のお嬢様という特殊な立場のせいでクラスで浮かれていた若葉は、遊真のおかげで友達ができていったことを思い出す。そしてもっと遊真に好かれようとして、空森のお嬢様として振舞い始める。しかし、お嬢様としての若葉と、いつも元気で若葉らしい若葉。二つの自分の間の中で彼女の心は揺れていた。すっかり自分を見失ってしまった若葉をキャッチボールに誘った遊真は、投げるボールと共に若葉に思いをぶつける。若葉もボールと共に遊真に思いをぶつけ、お互いの素直な気持ちを告白し、二人は結婚の約束をする。

### ノーマルエンディング
誰かと恋をするわけでもなく、平凡な生活をおくっていた遊真。授業を聞いてなく、その罰として居残り作業をさせられる。夕食を駅前でとることにすると、担任である山下先生の姿があった。先生からの誘いを受けて共に居酒屋に行くのだが、すっかり飲みすぎて酔っ払ってしまった先生から遊真はお説教を受ける。そんな先生の姿を見て、遊真はもう少ししっかりしようと心に誓った。

### 柑南ルート
三年生になった柑南は、先生から指摘を受け、これからの進路について悩んでいた。遊真はそのことを柑南から聞いたあと、気分転換にと彼女を遊びに誘う。その後、日に日に性格が明るくなっていく柑南に遊真は心を惹かれていく。柑南も遊真がとても大切な存在になっているのだと自覚し、二人は恋人同士となる。
柑南はこれからも若葉や遊真の傍にいたいと願っていたが、遊真は彼女の考えに反対した。しかし、柑南が1人でずっと悩んで苦しんでいたことに遊真は気づいていなかった。そんな彼女を支えたいと決心した遊真に、柑南は次の日、自分の過去の話を遊真に語る。それから柑南は笑顔を見せてくれるようになったが、若葉はそんな彼女を見て寂しい表情をしていた。すれ違ってしまっていた柑南と若葉だったが、お互いの気持ちを知った二人は友達となる。卒業後、迎えた結婚式で柑南は自分でデザインしたウェディングドレスを身にまとい、祝福の声を送る若葉に笑顔を向けながら、遊真と共に永遠の愛を誓う。

### ののかルート
ののかは幼いころから遊真のことを想い続けていた。学園に入学してから二人で過ごす時間がさらに増え、ついに感情を隠しきれなくなったののかは遊真に告白する。遊真は彼女の気持ちにどう応えればいいか迷っていたが、そんな矢先、ののかは体調を崩してしまう。遊真は、ののかの看病をしながら彼女がどんな存在であるかを改めて考えていた。ののかの体調が良くなったころ、彼女は遊真に三度目の告白をし、遊真も「兄」ではなく「彼氏」として生きることを彼女に伝え、二人は結ばれる。時が流れ、ののかは学園を卒業して家を出た遊真と久しぶりに再会する。二人は寄り添って、新しい家族の形で歩んでいく。

### グランドエンディング
遊真は亡くなった飛鳥より学年が上になったことに戸惑っていた。ある日、屋上で祈と出会い、彼女が持っていた飛鳥の形身であるキーホルダーを受け取る。それは遊真が飛鳥にプレゼントしたキーホルダーだった。それがきっかけで遊真は、自分の未練である飛鳥との思い出が頻繁に頭をよぎるようになる。飛鳥が亡くなった原因は、遊真から貰ったキーホルダーを守ろうとして炎の中に飛び込んだためである。遊真も飛鳥と似た状況に立たされるが、芥川の拳で我に返り、未練と過去に別れを告げ、仲間たちのもとへと歩き出していく。7年後、卒業して世界中を駆け回っていた遊真は、久々に日本に帰り、各地を回った後、桜の木の下で仲間たちと再会を果たす。

## 登場人物

### メインキャラクター
花咲 遊真（はなさき ゆうま）
本作の主人公。2年生。日々の生活をどれだけグータラして過ごすか（本人曰く「グータライフ」）を常に考えており、そのせいでののかや友達の若葉、柑南、アクターにはあきれられている。両親が共働きで家を空けていることが多いが、妹に家事等をすべて任せてしまっている。しかし、仲間に対し優しい気遣う姿も見られ、彼のことを嫌う者はいない。女装すると誰もが認めるほど綺麗になる。物語が進んでいくうちに過去にあった出来事と向き合うことになり、以前のようなダメ人間ではなくなっていく。
不知火 祈（しらぬい いのり）
声 - 遥そら
誕生日 - 8月2日 / 血液型 - O型 / 身長 - 156cm / B86/W57/H84 / 2年生
キャラクターデザイン - ほんたにかなえ
海外留学を経て、鈴ヶ丘学園に体験入学中。授業には出ておらず、ひとり我が道を行く姿が学園内で噂になっている。過去にあった出来事から人間嫌いでありしつこく踏み込んでくる相手には身も凍るような”口撃”を浴びせることから、『鈴ヶ丘の雪女』と呼ばれている。留学先で舐められないように格闘技に長けており、彼女とまともにやりあうものはいない。実は猫好きであり、公園で出会った花咲家の愛猫・トラ美に餌をあげるときは、わざわざ猫用のものを買ってくるほどである。好きな食べ物はさくらんぼで、嫌いな食べ物はシイタケ。
『Getchu.com』のキャラクターランキングでは6位。
玖音 彩乃（くおん あやの）
声 - みとことみ
誕生日 - 6月26日 / 血液型 - AB型 / 身長 - 161cm / B91/W59/H86 / 3年生
キャラクターデザイン - とらのすけ
学園一の才媛にして、学園一の留年数を誇る謎多きわがままボディな先輩。子供の頃から天才と呼ばれており、テストや模試では常にトップである。そのため学園で彼女を知らない人はいないほどの有名人でもある。見た目は大人びた態度をしているが、急に子供っぽくなったりするなど、本心がつかめない人である。彼女の弱点として、お化けや幽霊が挙げられ、これらの話を聞いただけで半泣きで震え上がるほどである。お気に入りの羊のぬいぐるみを常に持ち歩いている。羊のぬいぐるみの名前は「たれしーぷくん」。
『Getchu.com』のキャラクターランキングでは8位。
琴吹 ヒカリ（ことぶき ひかり）
声 - 遠野そよぎ
誕生日 - 4月4日 / 血液型 - A型 / 身長 - 151cm / B88/W56/H82 / 1年生
キャラクターデザイン - 茉宮祈芹
遊真に一目惚れしてしまった少女。好きで仕方ないのだが、いざ本人と話すと顔が真っ赤になってしまう。一度告白を断られてしまうが、遊真を好きな気持ちは揺るがずその後も好意を寄せている。小説を読むのが好きであり、中でも若者向けの恋愛小説を好んで読んでいるが、内容が一般の恋愛小説の内容とかけ離れている。幽霊部では掃除をしたり、お茶を入れたりなど部員が喜ぶことに熱心である。ののかと同じ料理教室に通っており、料理の腕は天下一品である。趣味で幽霊部のみんなにお菓子などを焼いてプレゼントしたりしている。幽霊部の中の癒し形。
空森 若葉（そらもり わかば）
声 - 沢澤砂羽
誕生日 - 3月18日 / 血液型 - B型 / 身長 - 153cm / B78/W54/H81 / 2年生
キャラクターデザイン - とらのすけ
遊真と同じクラスで、仕分け委員会に所属している。かつて出会うなり遊真と意気投合し、それ以来芥川ともども仲良くしている。勉強は不得意だが悪知恵に関しては人一倍頭が回る。由緒正しきお嬢様だが、周りから見るにそんな雰囲気をまったく感じないほどノリがいい。どんなときでも全力投球であり、まっすぐな考え正直にぶつける。遊真を仕分け委員にするべく勧誘し続ける日々を送っている。
『Getchu.com』のキャラクターランキングでは11位。

### サブキャラクター
上月 柑南（こうつき かんな）
声 - 海原エレナ
誕生日 - 10月1日 / 血液型 - AB型 / 身長 - 163cm / B93/W58/H88 / 2年生
キャラクターデザイン - 有末つかさ
空森家に仕えるメイド。にこやかで気配りもでき、クラスメイトに対しても「様」付けで呼ぶ徹底ぶりを見せる。しかし遊真には荒くれていた過去を知られてしまったため、2人だけのときは砕けた言葉使いになる。登場キャラ中一番の巨乳だが、若葉に気を遣ってさらしで締め付けて隠している。若葉に対し従者以上の感情を抱いており、彼女に褒められたり触れられたりすると、意識が桃源郷に行ってしまうほど。若葉のために常に最新のファッションをチェックしている。
花咲 ののか（はなさき ののか）
声 - 塚本リタ
誕生日 - 12月15日 / 血液型 - A型 / 身長 - 146cm / B76/W54/H78 / 附属3年生
キャラクターデザイン - ほんたにかなえ
遊真の妹で、兄とは対照的なしっかり者。世話好きで、ついつい兄を甘やかしてしまう。そのため、遊真のグータラぶりに拍車をかけているという噂がある。同級生に限らず男子によく告白されているが、本人にその気はなく断り続けておりなおかつ兄と仲がよすぎるため、ブラコン疑惑がかけられている。家事スキルは主婦顔負けの熟練度である。
『Getchu.com』のキャラクターランキングでは、メインキャラクターを圧倒し3位となった。
山下 久美（やました くみ）
声 - 松田理沙
誕生日 - 9月11日 / 血液型 - O型 / 身長 - 142cm / B68/W52/H66 / 教師
キャラクターデザイン - ちまろ
学生と見間違われそうな外見をしているが、れっきとした遊真のクラス担任。そんな容姿のため学生から「久美ちゃん」と言われ、友達のように親しまれている。お酒が好きで、宅飲み派だったが、寂しさに負けてお店に行くようになった。彩乃とは同い年だが、容姿が彩乃と正反対であることから、そのことでよく喧嘩をする。
芥川 翔太（あくたがわ しょうた）
声 - 銀二郎
誕生日 - 10月21日 / 血液型 - A型 / 身長 - 181cm / 2年生
キャラクターデザイン - とらのすけ
通称「アクター」。遊真のクラスメイトで昔からの悪友。女子によく告白されるほどよくモテるが、本人はアラフィフが好みというかなりの熟女好きなために、今までに数多くの女子が玉砕している。個別ルートでは主人公に対し相談にのったり、背中を押すなどといった心強い場面もある。
権田橋 晋作（ごんたばし しんさく）
声 - 梅咲チャーリー
誕生日 - 2月19日 / 血液型 - A型 / 身長 - 179cm / 2年生
キャラクターデザイン - 有末つかさ
仕分け委員の委員長。文武両道で礼儀正しい優等生だが、真面目すぎるためか融通が利かないところがある。そんな立場ゆえに周りの生徒から煙たがれることも多くあるが、その活動には誇りを持って取り組んでいる。彩乃がつけた愛称は「ごんたくん」。
柚木 真子（ゆずき まこ）
声 - 百瀬ぽこ
キャラクターデザイン - 末宮祈芹
遊真のクラスメイト。2年生。多くの部活を掛け持ちしている。その正体は仕分け委員の覆面調査官で、秘密裏に各部活動の不正行為などを調査している。主人公や若葉、アクターなどと友達であり、クラスの中でも人気が高い。姉の千代子は彩乃や久美、飛鳥と共に仕分け委員会を設立した初期メンバーである。声優を担当した百瀬ぽこは花咲家の愛猫である「トラ美」の声も担当した。
不知火 飛鳥（しらぬい あすか）
キャラクターデザイン - 有末つかさ
遊真の兄貴分だった青年。祈の兄であり、自由奔放な性格であるため、『何でもお助け団』や、仕分け委員会を設立しては、関わった人々に大きな影響を及ぼした。後に語られる『鈴ヶ丘の雪女』本人である。現在は亡くなっており、そのことが遊真たちの未練に深く関わっている。飛鳥、彩乃、久美、千代子は同い年である。

## 主題歌
テーマソング 『Girl meets Love』
作詞 - うらん
作曲・編曲 - 山口朗彦
歌 - 片霧烈火&鈴湯
Sound Produced by POPHOLIC
エンディング 『ピース』
作詞・歌 - 氷青
作曲・編曲 - Meis Clauson
グランドエンディング 『precious time』
作詞 - m@o
作曲 - 八木沼悟志
編曲 - 八木沼悟志、川﨑海
歌 - fripSide

## 反響

### 売り上げ
本作は、『Getchu.com』よりセールスされた発売月（2015年3月）の月間売り上げランキングで1位を、発売年（2015年）の年間売り上げランキングで11位を達成している。
本作の具体的な販売本数は各売り上げランキングや『花咲ワークスプリング ビジュアルファンブック』でも明かされていないが、VisualArt'sのコラムによると、2万本以上売り上げたとされている。

### 人気投票
| 部門名       | Getchu.com |
| ------------ | ---------- |
| 総合         | 9位        |
| シナリオ     | 圏外       |
| システム     | 圏外       |
| グラフィック | 8位        |
| ミュージック | 2位        |
| ムービー     | 7位        |
| エッチ       | 圏外       |

美少女ゲームを対象とする人気投票で本作は様々な部門で上位に選ばれている。
『Getchu.com』が開催する月間げっちゅ投票の2015年3月作品の中で1位になり、『萌えゲーアワード2015』では準大賞、主題歌賞、3月の月間賞を受賞、2015年の年間ランキングでは4位となった。

## スタッフ
（出典：）
- 原画 / ほんたにかなえ、とらのすけ、茉宮祈芹、有末つかさ、ちまろ
- SD原画 / 都桜和
- シナリオ / Haneneko、砥石大樹、御厨みくり、にっし〜
- BGM / 水月陵、Arte Refact、PMMK
- グラフィック / 忍花、ましまろ、本田あきら、KURO、くっきー、悠樹真琴、伊武もいな、紫桜露草、風見まつり、天乃アト、鏑木かんら、有末つかさ、茉宮祈芹、とらのすけ
- SDグラフィック / 持木将人、キューン・プラント、えてか、湯浅眞
- システム画面・DTPデザイン / 茉宮祈芹
- 背景 / キューン・プラント
- 音響制作 / AZクリエイティブ、VisualArt's、KURO、すっちー、ふる、綾那
- 効果音 / こだまプロダクション
- プログラム / VisualArt's Siglus Engine
- スクリプティング・演出 / kazu-T、にっし〜
- オープニングムービー / yo-yu（feat.works）
- グランドエンディングムービー / KIZAWA Studio
- 営業・広報 / VisualArt's
- オフィシャルウェブサイト / すっちー
- スペシャルサンクス / ゆずソフト、はむはむソフト、すたじお緑茶
- 進行管理 / パンチぴよこ
- ディレクター / ふる
- 企画・原案 / 御河マサキ

## 関連商品
お兄ちゃんとののかのヒミツの保健体育
BugBug2015年7月号付録DVDに、『花咲ワークスプリング！』のアペンドH『お兄ちゃんとののかのヒミツの保健体育』が収録された。※ただしアペンドH作品は、本編のゲームソフトをインストールしたPCでないとプレイすることができない。
花咲ワークスプリング!　コンプリートサウンドトラック
本作のサウンドトラック。2015年6月26日発売。ゲーム内ボーカル3曲と、BGM36曲すべてが収録されている。先着特典としてほんたにかなえサイン入りプロマイドが付き、数量限定版にはジャケットイラストを使用したB2タペストリーが付属する。
| Arte Refact = 原田篤・菊池司 |                                        |           |              |      |
| #                            | タイトル                               | 作詞      | 作曲         | 時間 |
| 1.                           | 「Girl meets Love」(歌：片霧烈火&鈴湯) |           | 山口朗彦     | 4:12 |
| 2.                           | 「春・風・恋・心」                     |           | PMMK         | 3:05 |
| 3.                           | 「secret party five!」                 |           | Arte Refact  | 2:19 |
| 4.                           | 「鈴が鳴る丘で」                       |           | PMMK         | 3:07 |
| 5.                           | 「秩序と正義」                         |           | Arte Refact  | 2:20 |
| 6.                           | 「Step and Skip」                      |           | Arte Refact  | 2:56 |
| 7.                           | 「昼下がりの羊雲」                     |           | Arte Refact  | 2:48 |
| 8.                           | 「passing moment」                     |           | Arte Refact  | 3:11 |
| 9.                           | 「happy and lazy days」                |           | PMMK         | 3:49 |
| 10.                          | 「こんがりマシュマロ」                 |           | Arte Refact  | 2:20 |
| 11.                          | 「凛として」                           |           | Arte Refact  | 2:24 |
| 12.                          | 「消えない想い」                       |           | 水月陵       | 4:19 |
| 13.                          | 「passion」                            |           | 水月陵       | 4:09 |
| 14.                          | 「Non Clock Life」                     |           | Arte Refact  | 2:28 |
| 15.                          | 「グルグル渦巻はデンジャラス」         |           | Arte Refact  | 2:28 |
| 16.                          | 「turn over」                          |           | Arte Refact  | 2:17 |
| 17.                          | 「隣りにマンボウ」                     |           | Arte Refact  | 2:23 |
| 18.                          | 「crazy butterfly」                    |           | Arte Refact  | 3:00 |
| 19.                          | 「non stop your heart!」               |           | PMMK         | 2:50 |
| 20.                          | 「光の一片(かけら)」                   |           | Arte Refact  | 2:30 |
| 21.                          | 「癒しの雨に包まれて」                 |           | Arte Refact  | 2:40 |
| 22.                          | 「pole star」                          |           | Arte Refact  | 3:10 |
| 23.                          | 「桜の花の散る先に」                   |           | POPHOLIC     | 2:47 |
| 24.                          | 「ピース」(歌：氷青)                   |           | Meis Clauson | 3:40 |
| 合計時間:                    | 合計時間:                              | 合計時間: | 71:12        |      |
| Arte Refact = 原田篤・菊池司 |                                      |           |                    |      |
| #                            | タイトル                             | 作詞      | 作曲               | 時間 |
| 1.                           | 「noble actress」                    |           | Arte Refact        | 2:30 |
| 2.                           | 「七色ティースプーン」               |           | Arte Refact        | 2:13 |
| 3.                           | 「tomorrow」                         |           | 水月陵             | 2:53 |
| 4.                           | 「tiny hope」                        |           | 水月陵             | 4:33 |
| 5.                           | 「優しき静寂(しじま)で」             |           | Arte Refact        | 2:41 |
| 6.                           | 「Eternal Seventeen」                |           | Arte Refact        | 2:10 |
| 7.                           | 「キミを知りたい」                   |           | Arte Refact        | 2:36 |
| 8.                           | 「melancholic night」                |           | 水月陵             | 2:40 |
| 9.                           | 「勿忘草の記憶」                     |           | Arte Refact        | 3:09 |
| 10.                          | 「赦しと痛み」                       |           | 水月陵             | 2:50 |
| 11.                          | 「The last snow crystal」            |           | 水月陵             | 4:12 |
| 12.                          | 「桜の花の散る先に (nostalgic ver)」 |           | POPHOLIC           | 3:27 |
| 13.                          | 「My Little Lady」                   |           | 水月陵             | 3:31 |
| 14.                          | 「朝影」                             |           | 水月陵             | 3:20 |
| 15.                          | 「precious time」                    |           | 八木沼悟志、川﨑海 | 4:59 |
| 16.                          | 「Girl meets Love (Instrumental)」   |           | 山口朗彦           | 4:12 |
| 17.                          | 「ピース (Instrumental)」            |           | Meis Clauson       | 3:39 |
| 18.                          | 「precious time (Instrumental)」     |           | 八木沼悟志、川﨑海 | 4:59 |
| 合計時間:                    | 合計時間:                            | 合計時間: | 60:34              |      |
花咲ワークスプリング!　ビジュアルファンブック
本作のビジュアルファンブック。2015年7月17日発売。販促イラストや作中CG、声優コメントや描き下ろしショートストーリーなどが収録されている。ISBN 9784047306424。
花咲ウォッチ!
本作のAndroid専用目覚ましアプリ。2014年11月22日からアニゲマから配信開始。本編の発売に先駆けて配信されたアプリであり、各ヒロイン（祈、彩乃、ヒカリ、若葉、柑南、ののか）のボイスは、本アプリ専用に録りおろされたものとなっている。
花咲ワークスプリング!　抱き枕カバー
各ヒロイン（祈、若葉、柑南、ヒカリ、彩乃、ののか）の抱き枕カバーがそれぞれ発売された。受注生産となっており、受付期間が終了してからの製造開始となった。